# Hebecnema trichaeta
Hebecnema trichaeta är en tvåvingeart som beskrevs av Fritz Isidore van Emden 1965. Hebecnema trichaeta ingår i släktet Hebecnema och familjen husflugor. Inga underarter finns listade i Catalogue of Life.